# 기타구 (삿포로시)
기타구(일본어: 北区)는 일본 홋카이도 삿포로시에 있는 구이다. 인구는 약 27만 명으로 삿포로시의 10개 구 중 최다이다.

## 지리
북쪽은 핫사무강·바라토강·이시카리강을 경계로 이시카리시·도베쓰정과 접하고, 서쪽은 신카와강을 경계로 데이네구·니시구와 구분된다. 구의 남쪽은 기판목장에 구획된 시가지이며, 홋카이도 대학의 광대한 부지는 그 가운데에 있다. JR 삿포로역과 하코다테 본선의 고가가 기타구의 남단을 이룬다.

## 역사
1972년에 삿포로시가 정령지정도시로 지정되면서 주오구·히가시구·시로이시구·도요히라구·마나미구·니시구와 함께 기타구가 설치되었다.

## 인구
|                     |           |  |
| 1975년（쇼와50년）  | 167,915명 |  |
| 1980년（쇼와55년）  | 195,370명 |  |
| 1985년（쇼와60년）  | 212,508명 |  |
| 1990년（헤세2년）   | 230,918명 |  |
| 1995년（헤세7년）   | 251,419명 |  |
| 2000년（헤세12년）  | 260,114명 |  |
| 2005년（헤세17년）  | 272,877명 |  |
| 2010년（헤세22년）  | 278,781명 |  |
| 2015년（헤세27년）  | 285,321명 |  |
| 2020년（레이와2년） | 286,071명 |  |

|colspan="2" style="text-align:right"|일본 총무성 통계국 국세조사
|-

## 교통

### 철도
- 홋카이도 여객철도
  - 하코다테 본선
  - 삿쇼선

- 삿포로시 교통국(삿포로 시영 지하철)
  - 난보쿠선

### 도로
- 삿손 자동차도
- 국도 5호선
- 국도 제231호선 (일본)(일본어판)
- 국도 제337호선 (일본)(일본어판)